# Cabaret contemporain
Cabaret contemporain est un groupe français de musique indépendante, association de cinq musiciens compositeurs et improvisateurs, d'un manageur et d'un ingénieur du son.

## Histoire
Initialement plate-forme de productions créée par son manageur, Laurent Jacquier, en 2009, Cabaret Contemporain s'apparente à un groupe depuis 2011. Cabaret Contemporain développe sa musique originale – qu'il définit comme « électro-bio » – dans ses lives homonymes (Cabaret contemporain). Il se produit dans des contextes très variés, allant de la Scène Nationale (Cité de la musique…) à la boîte de nuit (Machine du Moulin-Rouge…), festivals électro (Nuits sonores, Siestes Électroniques...) ou contemporains (Musica), ou encore dans des lieux publics (Gare du Nord, RER, piscines…). Le groupe collabore régulièrement avec des personnalités de la scène electro et techno.
En 2012, Cabaret Contemporain monte des projets originaux en hommage aux pièces de John Cage, Moondog et de Terry Riley, proposant à Étienne Jaumet, puis Gilb'r et I:Cube du groupe Château Flight, et du label Versatile Records de se joindre à eux. En 2013, le groupe partage la scène avec l'ensemble américain Bang on a Can lors d'une tournée française (lequel les invite à New York lors de leur BOAC Marathon). Cabaret Contemporain s'associe aux chanteuses suédoises Linda Olah et Isabel Sörling lors d'un projet autour du compositeur américain Moondog.
En 2014, Cabaret Contemporain s'inspire de la musique du groupe allemand Kraftwerk dans un set « tout acoustique », en copiant et les sonorités analogiques des synthétiseurs et boites à rythmes des années 1970. Depuis 2014, le groupe joue ses sets techno d’un trait, sans pause aucune, faisant preuve d’une intense présence physique qui rivalise avec la puissance de la musique des DJ avec qui ils partagent la scène. En 2018, Cabaret Contemporain et Arnaud Rebotini s’associent pour un nouvel album inspiré par la scène, qui sort chez Blackstrobe Records, le label du virtuose des synthés et compositeur du film 120 Battements par minute. En 2024, le quintet sort son quatrième album Club Sensible et y intègre des éléments tels que la basse électrique et les synthétiseurs aux instruments acoustiques utilisés depuis les débuts.

## Style musical et techniques
Par des moyens fondamentalement acoustiques (techniques, préparations et modes de jeux), chacun des musiciens produit des sons appartenant au domaine des musiques électroniques, rendant les voix individuelles difficiles à distinguer. Les techniques du piano préparé (provenant des musiques contemporaines) y sont étendues et prolongées aux contrebasse, batterie et guitare pour donner à entendre une musique indépendante, mélange de musiques improvisées et écrites, entre techno-minimale, krautrock, musique contemporaine et musique actuelle.

## Membres
- Fabrizio Rat : piano et synthétiseurs
- Giani Caserotto : guitare
- Julien Loutelier : batterie
- Ronan Courty : contrebasse
- Simon Drappier : contrebasse
- Pierre Favrez : ingénieur du son
- Laurent Jacquier : manageur

### Collaborations
- Invité : Arnaud Rebotini
- John Cage Project : invité : Étienne Jaumet
- Terry Riley Revisited : invités :  GilbR et I:Cube
- Hommage à Moondog : invitées : Isabel Sörling et Linda Olah
- L'Homme Machine : invitée : Linda Olah

## Discographie
- 2014 : Cheap Imitation (EP, Impulse Prod.)
- 2014 : Cabaret Contemporain + Château Flight = Terry Riley (EP, Versatile Records)
- 2015 : Cabaret Contemporain feat. Linda Olah et Isabel Sörling : Moondog (album, Subrosa)
- 2016 : Cabaret Contemporain (album, m=minimal Berlin)
- 2017 : Satellite (EP, autoproduction)
- 2018 : Sequence Collective (album, Blackstrobe Records)
- 2020 : Yom + Cabaret Contemporain (EP, 45T- Session Unik de Radio France SUA20)
- 2021 : Sequence Collective Remixed  (EP, Blackstrobe Records)
- 2024 : Club Sensible  (album, Jazz-O-Tech)